# Miguel Ricardo de Álava y Esquivel
Miguel Ricardo de Álava y Esquivel (Vitoria-Gasteiz, 17 juli 1770 - Barèges, 14 juli 1843) was een Spaans generaal en staatsman. Miguel Ricardo de Álava vocht zowel in de Slag bij Trafalgar als bij de Slag bij Waterloo, bij de eerste slag vocht hij tegen de Britten en bij de laatste met de Britten.

## Biografie

### Spanje
Miguel de Álava begon zijn carrière in het leger bij de marine. Al snel maakte hij promotie tot kapitein op een eigen fregat. Miguel de Álava diende onder zijn oom Ignacio de Álava bij de Slag bij Trafalgar. Tijdens een bijeenkomst in de Franse stad Bayonne in 1808 was De Álava ook aanwezig en stemde hij voor het Spaanse koningschap van Joseph Bonaparte. Toen de opstand uitbrak tegen de koning wisselde De Álava al snel van kamp en ging hij tegen de koning vechten.

### Portugal
In januari 1810 vertrok De Álava naar Portugal om de situatie aan het front te bespreken met Arthur Wellesley. Gedurende zijn verblijf in Portugal kreeg hij een goede vriendschap met Wellesley. Gedurende de Spaanse Onafhankelijkheidsoorlog streed De Álava aan de zijde van zijn Britse collega. Zo had hij een belangrijk aandeel tijdens het Beleg van Ciudad Rodrigo. Bij de restauratie van koning Ferdinand VII werd De Álava kort gevangengezet, maar door tussenkomst van onder andere Wellesley bleef deze tijd beperkt.

### Nederland
Miguel de Álava wist al snel in de gunst te komen van de nieuwe koning. Zo werd hij tot Spaans ambassadeur benoemd in Den Haag. Hij werd op 27 augustus 1815 door koning Willem I der Nederlanden tot ridder der tweede klasse of commandeur in de Militaire Willems-Orde benoemd voor zijn verdiensten in de strijd tegen de napoleontische legers in Spanje. De prins van Oranje, de latere koning Willem II der Nederlanden had daar onder bevel van Wellington tijdens de Slag bij Waterloo met Alava aan Spaanse zijde gestreden.

### Diverse landen
Vier jaar later werd De Álava teruggeroepen naar Spanje. Tijdens de liberale revolutie in Spanje wordt De Álava in 1822 gestuurd om te onderhandelen met het Franse leger, dat Spanje was binnengevallen om het bewind van Ferdinand te herstellen. De Álava wist te bewerkstelligen dat de koning aanbleef met liberale plannen. Nadat de koning zijn beloftes niet was nagekomen ging De Álava met pensioen en vertrok uit Spanje. Respectievelijk eerst naar Gibraltar en later naar Engeland, waar hij een huis kreeg van Wellington.
Na de dood van Ferdinand VII keerde De Álava terug naar Spanje om Isabella Maria terzijde te staan in haar strijd om de troon tegen Don Carlos. Toen Isabella haar positie op de troon had verworven werd De Álava benoemd tot eerste minister, maar vervulde deze functie slechts elf dagen. Zo weigerde hij ook in 1837 een verdrag te tekenen. Hij vertrok opnieuw uit Spanje en verbleef tot zijn dood in 1843 in het Franse Barèges.

## Onderscheidingen
- Ridder in de Orde van Santiago
- Orde van Karel III
  - Grootkruis op 4 december 1835
  - Ridder (onderscheiding) op 25 mei 1807
- Grootkruis in de Orde van Sint-Hermenegildus in 1835
- Orde van het Bad
  - Ridder Commandeur op 10 oktober 1815
  - Lid
- Commandeur in de Militaire Willems-Orde op 27 augustus 1815[2]
- Medailles, in 1813